# Radovašnica
Radovašnica (en serbe cyrillique : Радовашица) est un village de Serbie situé sur le territoire de la ville de Šabac, district de Mačva. Au recensement de 2011, il comptait 192 habitants.

## Démographie
| 1948 | 1953 | 1961 | 1971 | 1981 | 1991 | 2002 | 2011 |
| ---- | ---- | ---- | ---- | ---- | ---- | ---- | ---- |
| 279  | 304  | 312  | 288  | 281  | 261  | 238  | 192  |

|  |